# Stefano Brusa
Stefano Brusa (Torino, 9 marzo 1976) è un doppiatore e direttore del doppiaggio italiano.

## Biografia
È figlio dell'attore e doppiatore Mario Brusa e fratello maggiore della doppiatrice Angela Brusa. Ha iniziato a doppiare presso gli studi di Torino e Milano per poi spostarsi anche a Roma.

## Doppiaggio

### Cinema
- Joseph Mazzello in Bohemian Rhapsody
- Anthony Rapp in L'amore e altri luoghi impossibili
- Kobna Holdbrook-Smith in Il ritorno di Mary Poppins
- James Ransone in It - Capitolo due
- Terrence Howard in Prisoners
- Barkhad Abdi in Extortion
- Alessandro Nivola in The Sisters
- Benjamin O'Mahony in Kilo Two Bravo
- Lawrence Gilliard Jr. in The Double
- Juan Riedinger in Jennifer's Body
- Kim Sung-oh in The Tower
- Shawn Ashmore in Solstice
- Kevin Corrigan in Lonesome Jim
- Samuel Anderson in The History Boys
- Christopher Jacot in Vado, vedo... vengo! Un viaggio tutte curve
- Adam Brody in The Ten
- Andy Dick in Un regalo speciale
- Adam White in Swarm - Minaccia dalla giungla
- Shahaub Roudbari in Birds of Prey e la fantasmagorica rinascita di Harley Quinn
- Tongayi Chirisa in Gli alberi della pace
- Michaël Abiteboul in Testimone misterioso
- Page Kennedy in Shark 2 - L'abisso
- Rizwan Manji in Viaggio a Betlemme
- Presley Chweneyagae in INumber Number - L'oro di Johannesburg
- Tom Vaughan-Lawlor in The Beautiful Game
- Mads Sjøgård Pettersen in Come sempre a Natale
- Shannon Wallace in Divorzio in nero di Tyler Perry
- Hasan Minhaj in Fidanzata in affitto

### Serie televisive
- Billy Porter in Pose
- RuPaul in Aj and the queen
- Jonathan Demurger in Seconde chance
- Martin Gruber in Tempesta d'amore
- Guido Kaczka in Batticuore
- Oskar Salazar Ruiz in Chica vampiro
- Hugo Vásquez in Dolce Valentina
- Mario Duarte in Ecomoda
- Andrés Cheung in Fisica o chimica
- Chris Pratt in Parks and Recreation
- Charley Koontz in CSI: Cyber
- Adam Shapiro e Phillip Garcia in Scandal
- Frederick Koehler in Bosch
- Michael Rapaport in Fallout

### Film di animazione
- Gnomeo in Gnomeo e Giulietta, Sherlock Gnomes
- Hendrickson in The Seven Deadly Sins: Grudge of Edinburgh
- Wisk ne La leggenda di Santa Claus
- Lo speaker TV in Negadon, il mostro venuto da Marte
- Yaimao in Kakurenbo
- Capi in Goool!
- Maru in Planes 2 - Missione antincendio
- Jay Walker in LEGO Ninjago - Il film
- Angolacutus in Asterix e il regno degli dei
- La donnola ne Il ritorno di Mary Poppins
- Zim in Invader Zim e il Florpus
- Nigel in Back to the Outback - Ritorno alla natura
- Skeletor in Cip & Ciop agenti speciali
- Chip in DC League of Super-Pets

### Cartoni animati
- Eddie in Squirrel Boy
- Connor MacKenzie in Sorriso d'argento
- Jay Walker in LEGO Ninjago e LEGO Ninjago: La rivolta dei draghi
- Jimmy Pesto in Bob's Burgers
- Greg Corbin (2^ voce) in American Dad!
- Kwazi ne Gli Octonauti
- Matt in Cyberchase
- Rikochet in ¡Mucha Lucha!
- Bert in Le avventure di Bert e Ernie
- Porcellino d'India in Pinky Dinky Doo
- Gandhi in Clone High
- Ronaldo in Steven Universe
- Eiji in Beck - Mongolian Chop Squad
- Johnny Storm in I Fantastici Quattro
- PuzzoZozzo in SamSam il cosmoeroe
- Bert in Giocate con noi
- Voce narrante in Leo e Popi
- Jean-Claude in Titeuf
- Michelangelo (2012) in Teenage Mutant Ninja Turtles - Tartarughe Ninja
- Adolino in Leo da Vinci
- Mermando in Gravity Falls
- Nutkin in Peter Coniglio[1]
- Preston in Marco e Star contro le forze del male
- Wally Farquhare in The Cleveland Show
- Dodò in I pinguini di Madagascar
- Sanzu in Kung Fu Panda - Mitiche avventure
- Cuordipietra Famedoro in DuckTales
- Paintball Mike in Craig
- Cuphead in La serie di Cuphead!
- Giriko in Soul Eater
- Isami Fujiwara in Noein
- Nobuo "Nobu" Terashima in Nana
- Archie in Gigantosaurus
- Ryota Miyagi in Slam Dunk
- Haruka Fukagawa in Lovely Complex
- Hendrickson in The Seven Deadly Sins - Nanatsu no taizai
- Geluganshp in One-Punch Man
- Sor in Inazuma Eleven GO Chrono Stones
- Mark "Artist" Gambling in Inazuma Eleven
- Sarusuke "Jet" in Fairy Tail
- Manabu Oizumi in Battle Spirits - Heroes
- Sōichi Tomoe in Pretty Guardian Sailor Moon Crystal
- Cecil B. Heimerdinger in Arcane

### Videogiochi
- Trigger Happy in Skylanders: Swap Force (2013)[2]
- Grayzar/Mazzy in Disney Illusion Island (2023)[3]